# Lake Country
Lake Country (offiziell District of Lake Country) ist eine Gebietsgemeinde („District Municipality“) im zentralen Süden der kanadischen Provinz British Columbia, dem British Columbia Interior. Die Gemeinde gehört zum Regional District of Central Okanagan.

## Lage
Die Gemeinde liegt östlich des Okanagan Lake im Okanagan Valley, einem Teil des Okanagan Country. Nördlich der Gemeinde liegt der Wood Lake und auch das südliche Ende des Kalamalka Lake liegt im Norden des Bezirks. Die Monashee Mountains liegen westlich der Gemeinde. Die Gemeinde liegt etwa 25 km nördlich von Kelowna und 30 km südlich von Vernon.
Die Gemeinde gliedert sich als einzige Gemeinde der Provinz in mehrere „Ward's“. Diese sind:
- Winfield,
- Okanagan Centre,
- Carr’s Landing
- und Oyama.

Siedlungsschwerpunkt ist dabei das Gebiet um Winfield, südlich des Wood Lake.

## Geschichte
Das Gebiet, in dem die heutige Gemeinde, liegt ist traditionelles Siedlungs- und Jagdgebiet der First Nations, hier der Okanagan.
Die dauerhafte europäische Besiedlung begann Ende der 1860er/Anfang der 1870er Jahre. Am Südende des Wood Lake errichtete Thomas Wood zu dieser Zeit eine Farm und war damit einer der ersten dauerhaften Siedler europäischer Abstammung im Tal. Bedingt durch das warme, trockene Klima des Okanagan Valley entstand eine reichhaltige Landwirtschaft und im 20. Jahrhundert führte dann der kommerzielle Obstanbau zu einem wirtschaftlichen Aufschwung.
Die Zuerkennung der kommunalen Selbstverwaltung für die Gemeinde erfolgte am 2. Mai 1995 (incorporated als „District Municipality“).

## Demographie
Die letzte offizielle Volkszählung, der Census 2016, ergab für die Gemeinde eine Bevölkerungszahl von 12922 Einwohnern, nachdem der Zensus im Jahr 2011 noch eine Bevölkerungszahl von 11708 Einwohnern ergab. Die Bevölkerung hat dabei im Vergleich zum letzten Zensus im Jahr 2011 deutlich um 10,4 % zugenommen und sich damit stärker als der Provinzdurchschnitt, mit einer Bevölkerungszunahme in British Columbia um 5,6 %, entwickelt. Bereits im Zensuszeitraum 2006 bis 2011 hatte die Einwohnerzahl in der Gemeinde sehr viel stärker als die Entwicklung in der Provinz um 21,9 % zugenommen, während sie im Provinzdurchschnitt nur um 7,0 % zunahm.
Für den Zensus 2016 wurde für die Gemeinde ein Medianalter von 44,7 Jahren ermittelt. Das Medianalter der Provinz lag 2016 bei 43,0 Jahren. Das Durchschnittsalter lag bei 42,4 Jahren, bzw. bei 42,3 Jahren in der Provinz. Zum Zensus 2011 wurde für die Gemeinde noch ein Medianalter von 43,1 Jahren ermittelt. Das Medianalter der Provinz lag 2011 bei 41,9 Jahren.

## Verkehr
Schwerpunkt der Verkehrsanbindung ist der Straßenverkehr. Der Highway 97 durchquert die Gemeinde in Nord-Süd-Richtung und verbindet diese mit Kelowna bzw. Vernon. Öffentlicher Personennahverkehr wird örtlich/regional unter anderem mit einer Buslinie durch das „Kelowna Regional Transit System“ angeboten, welches von BC Transit in Kooperation betrieben wird. Das System bietet dabei neben der Verbindung mit Kelowna und dem Flughafen sowie dem UBC Okanagan Campus auch Verbindungen mit West Kelowna und Peachland. Durch eine Buslinie, welche durch das „Vernon Regional Transit System“ angeboten wird, ist der Bezirk auch mit Vernon, Enderby und Lumby verbunden.
Eine Anbindung an den Luftverkehr erfolgt über den Kelowna International Airport.